# Trichopteryx cotangens
Trichopteryx cotangens är en fjärilsart som beskrevs av Lucas 1959. Trichopteryx cotangens ingår i släktet Trichopteryx och familjen mätare. Inga underarter finns listade i Catalogue of Life.